# راون (بلغارستان)
راون (به بلغاری: Raven) یک منطقهٔ مسکونی در بلغارستان است که در شهرستان مومچیلگراد واقع شده‌است.